# Laversines
Laversines is een gemeente in het Franse departement Oise (regio Hauts-de-France). De plaats maakt deel uit van het arrondissement Beauvais. Laversines telde op 1 januari 2022 1.133 inwoners.

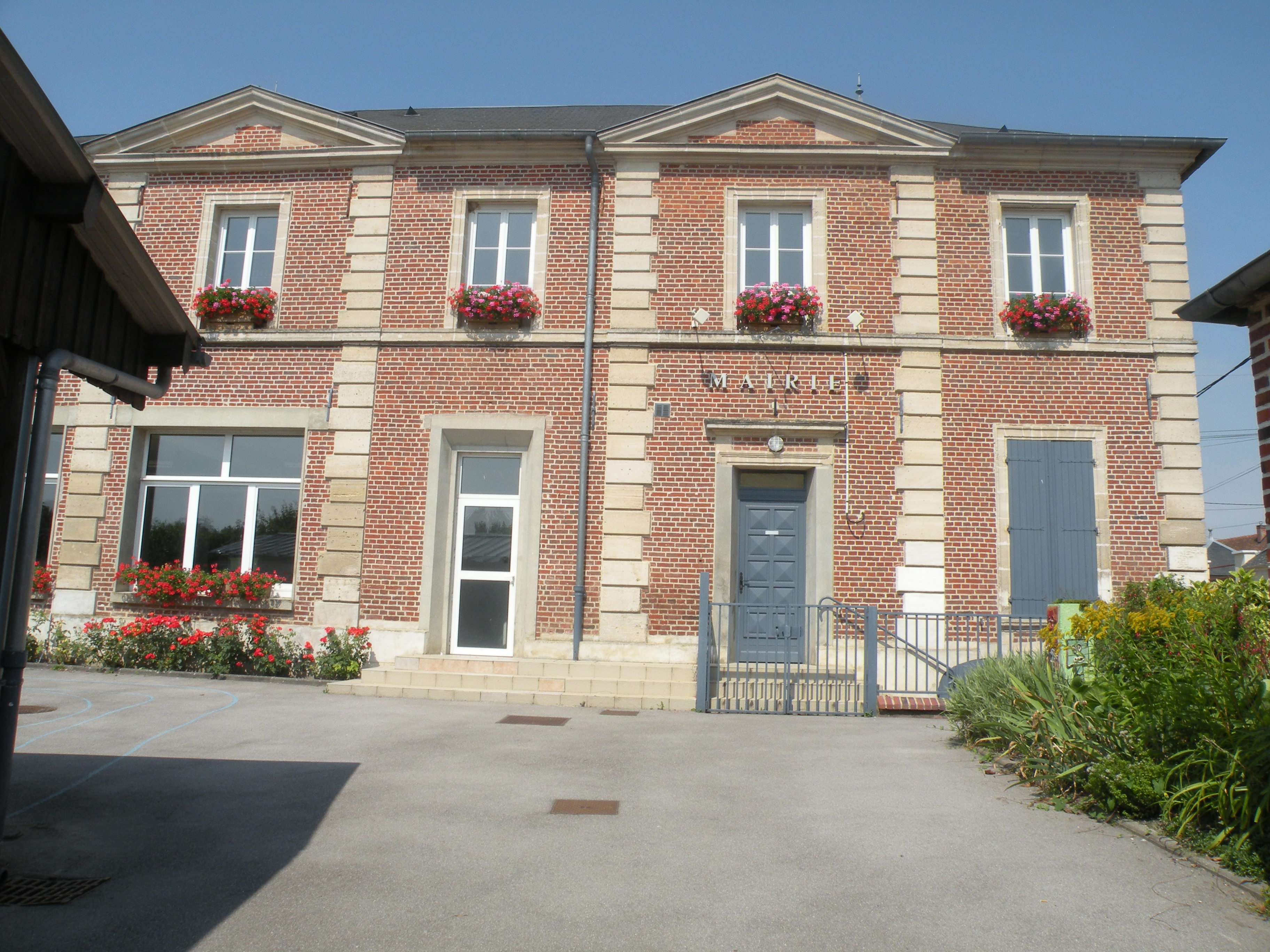
Gemeentehuis
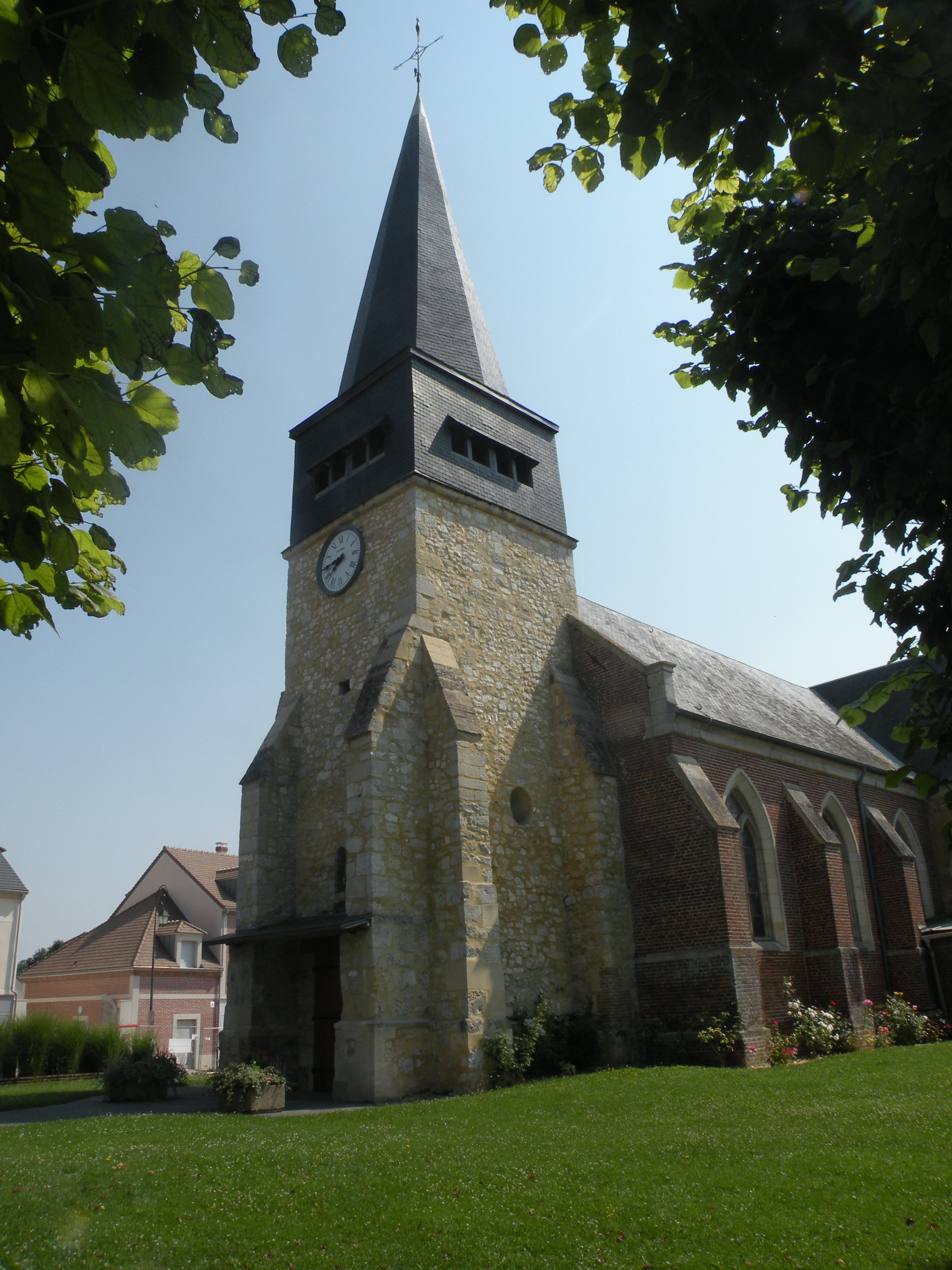
Kerk van St. Germain

## Geografie
De oppervlakte van Laversines bedroeg op 1 januari 2022 13,79 vierkante kilometer; de bevolkingsdichtheid was toen 82,2 inwoners per km².

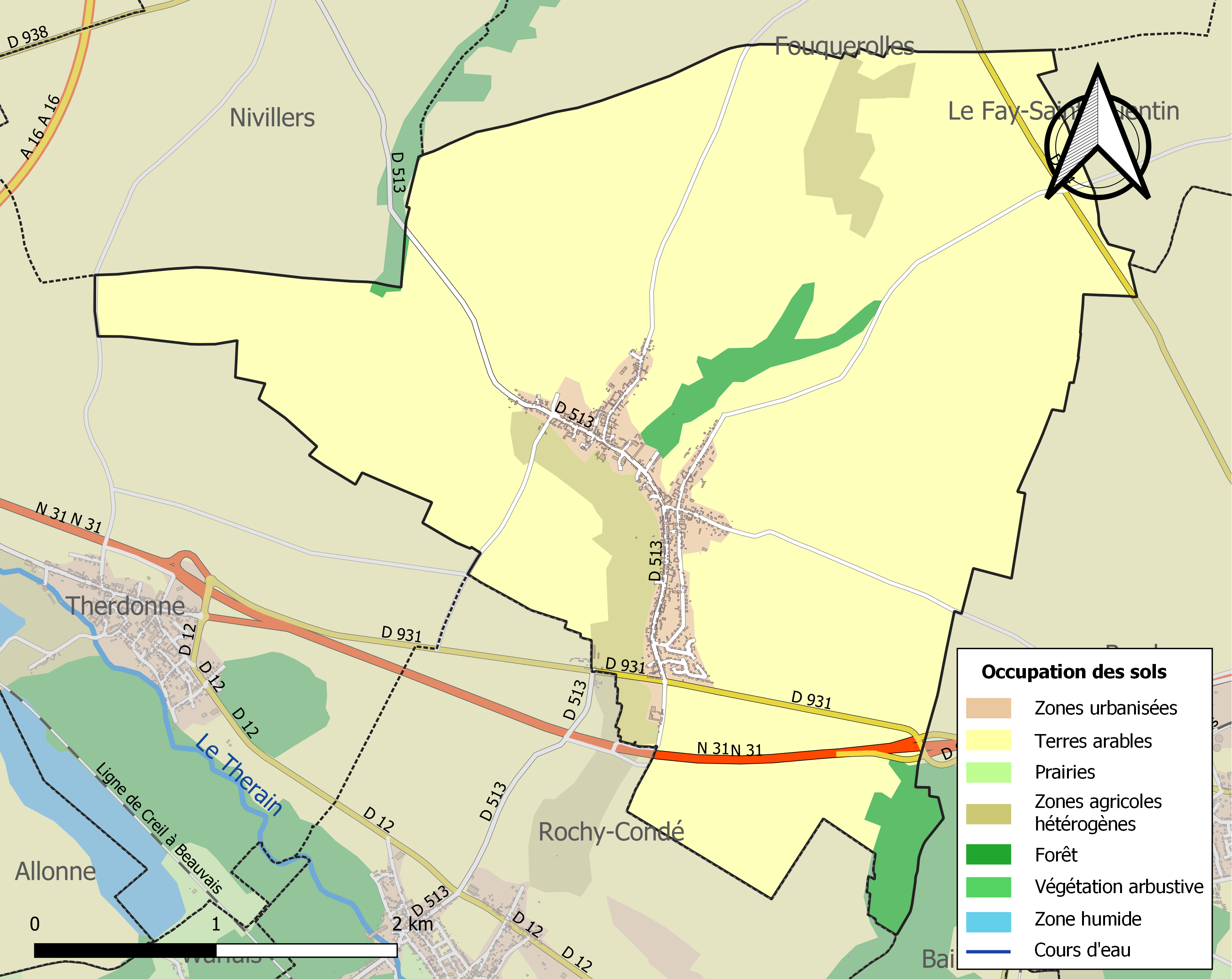
Kaart van de gemeente met belangrijkste infrastructuur, bodemgebruik en omliggende gemeenten

## Demografie
Onderstaande figuur toont het verloop van het inwonertal (bron: INSEE-tellingen).